# Paweł Drumlak
Paweł Drumlak (ur. 2 marca 1976 w Szczecinie) – polski piłkarz grający na pozycji pomocnika, jednokrotny reprezentant Polski.

## Kariera
Wychowanek Stali Stocznia Szczecin. Najdłużej reprezentował barwy Pogoni Szczecin (1992–2002 z przerwą w sezonach 1994–1995 i 1995–1996, kiedy grał w Energetyku Gryfino i FC Luzern). Debiut w I lidze zaliczył 9 sierpnia 1997 w meczu Pogoń Szczecin – Polonia Warszawa. W 2003 przeszedł do Zagłębia Lubin. Od 2004 do 24 kwietnia 2007 był zawodnikiem Cracovii, gdzie w wyniku otwartego konfliktu z zarządem klubu grał bardzo mało i po wielu perturbacjach rozwiązał z klubem kontrakt. W kwietniu 2011 został oskarżony o udział w ustawieniu meczu Cracovii z Zagłębiem Lubin. W listopadzie 2015 roku został prawomocnie skazany przez Sąd Okręgowy we Wrocławiu za udział w ustawieniu meczów Cracovii z Zagłębiem Lubin.
Paweł Drumlak wystąpił w 170 meczach I ligi, zdobył 17 bramek.

## Kariera reprezentacyjna
Rozegrał 45 minut w reprezentacji Polski, w towarzyskim meczu z Wyspami Owczymi 10 lutego 2002 w Limassol. W 1999 r. pojechał także z kadrą U-23 na towarzyski turniej do Ameryki Południowej, w którym wystąpił w przegranym 0-5 meczu z młodzieżową reprezentacją Argentyny.
| lp. | Data           | Miejsce  | Przeciwnik  | Rezultat | Rozgrywki  | Grał   | Uwagi |
| --- | -------------- | -------- | ----------- | -------- | ---------- | ------ | ----- |
| 1.  | 10 lutego 2002 | Limassol | Wyspy Owcze | 2-1      | towarzyski | od 46' |       |